# Li Ta-čao
Li Ta-čao (čínsky pchin-jinem Lì Dàzhāo, znaky zjednodušené 李大钊, Wade-Gilesova transkripce Li Ta-chao; 29. října 1889, Lao-tching, Che-pei – 27. dubna 1927, Peking) byl spoluzakladatelem Komunistické strany Číny. Je považován za průkopníka čínského komunismu, významného marxistu a proletářského revolucionáře.

## Život

### Mládí a studium
Li Ta-čao vyrůstal v období války a velkého zmatku. V roce 1907 byl přijat na právnickou školu v Tchien-ťinu. Poté, co v roce 1913 absolvoval odcestoval do Japonska, kde začal studovat politiku. Když bylo v roce 1915 přijato 21 japonských požadavků, aktivně se zúčastnil protestního boje spolu s dalšími studenty studujícími v Japonsku. V roce 1916 se vrátil do Číny a nastoupil na Pekingskou univerzitu, kde zastával funkci ředitele knihovny a profesora ekonomie.

### Politická kariéra
Aktivně se podílel v Hnutí za novou kulturu, zejména při přizpůsobování jazyka novým požadavkům, kdy se stal jeho novinový jazyk velmi oblíbeným. Kromě toho, že se zasadil o formování písma, prosazoval myšlenky demokracie, vědeckého ducha, útočil na starou etiku a morálku a bojoval proti feudalismu. Po vítězství Velké říjnové socialistické revoluce začaly do Číny prostupovat myšlenky marxismu-leninismu. Li Ta-čao si uvědomil, že tato revoluce bude mít celosvětový vliv a spatřil v tom naději na nezávislost a osvobození čínského národa. V roce 1918 založil Společnost Nový proud. Na univerzitě, kde vyučoval, založil roku 1920 spolek pro studium marxismu. I když je Li Ta-čao považován za spoluzakladatele Komunistické strany Číny, existují teorie, že původně neměl v plánu zakládat žádnou politickou stranu. Doufal pouze v to, že socialistické síly v Číně budou jednotné. Na Pekingské univerzitě sjednotil skupinu mladých intelektuálů jako je Teng Čung-sia, Kao Ťün-jü, Čang Kuo-fan a začali se připravovat na budování strany. V Pekingu se několikrát sešel s představiteli komunistické internacionály a společně diskutovali o založení strany.

### Působení v Komunistické straně Číny
V červenci 1921 se v Šanghaji uskutečnil zakládající sjezd Komunistické strany Číny. Přestože jsou Li Ta-čao a Čchen Tu-siou uváděni jako zakladatelé, sjezdu se nezúčastnili. V letech 1922 až 1924 se zúčastnil mnoha jednání se Sunjatsenem, kde vyjednávali podmínky vzniku jednotné fronty. Podílel se na přípravě spolupráce mezi Komunistickou stranou a Kuomintangem a byl zvolen členem ústředního výkonného výboru Kuomintangu. Během roku 1924 organizoval v Pekingu demonstrace na podporu Sunjatsena. V roce 1926 aktivně vedl hnutí 18. března namířeno proti severním militaristům a vyzval v boji proti imperialismu. Poté, co Čang Cuo-lin obsadil Peking, bylo zatčeno více než 80 lidí, mezi nimi i Li Ta-čao. Ve vězení byl mučen a nakonec ve věku 38 let oběšen.

## Politické názory
Stejně jako většina čínských komunistů byl předtím, než přijal marxismus, spíše nacionalista. Mezi komunisty panovaly dva odlišné pohledy na to, jakou úlohu sehrává rolnictvo v průmyslovém proletariátu. Čchen Tu-siou byl ztotožněn s názorem, že rolnictvo žije rozptýleně a není snadné je zorganizovat. Li Ta-čao a Mao Ce-tung vycházeli spíše z reality, kdy rolníci tvoří 90 % čínské populace, přičemž v městech převládá korupce. Proto je nutné vyslat studenty na venkov, aby se sblížili s realitou. Tento spor přetrvával až do samostatného vzniku Čínské lidové republiky. Komunistická revoluce v pojetí Li Ta-čaa se stala revolucí proti vykořisťování a útlaku zahraničního imperialismu. Liovy myšlenky se staly jádrem myšlení Mao Ce-tunga.